# 賀人龍
賀 人龍（が じんりゅう、? - 1642年）は、中国明朝末期の明軍の武将。陝西米脂の出身。同郷の李自成との一連の戦いで勇猛な活躍をみせ、戦場において士卒に先んじて身を晒したことから「賀瘋子」（気違い賀)と仇名された。洪承疇、陳奇瑜、汪喬年等の旗下に従ったが、汪喬年に援軍を出さずに戦死させてしまった事で崇禎帝の怒りを買い、密命を受けた孫傳庭に斬られた。

## 生涯
万暦年間に武進士となる。初めは守備官として洪承疇に属する。崇禎七年(1634年)の10月、賀人龍は隴州において李自成を囲んだ。これにより李自成は高傑を使者として賀人龍に向かって投降を偽装する事になった。後、高傑が明に降伏した功を以って、明朝より興平伯に封じられる。崇禎十三年（1640年）2月7日、楊嗣昌と賀人龍、李國奇は張献忠を瑪瑙山に大いに打ち破り、斬首三千六百二十、谷に敵を落とす事無数という戦果を得た。この際、左良玉が功を焦り過ぎて楊嗣昌の命に違い、賀人龍が賊を破り功を立てるという事件があった。楊嗣昌は賀人龍が左良玉の代役となる事を私的に許したが、後に瑪瑙山での勝利が大捷として伝えられるようになると、楊嗣昌は賀人龍に再度の功を待つように（瑪瑙山での功を無かった事にする）に伝えた。賀人龍はこれを大いに不満として、左良玉にこのあらましを伝えたため、左良玉も不満の色を見せた。後に賀人龍も左良玉も楊嗣昌の命に面従腹背の態度を示すようになった。
崇禎十五年（1642年）、賀人龍は総督の汪喬年に従って流寇の討伐に出撃したが、襄城に至り戦わずして撤退した。援軍を得られなかった結果、城は落ち、汪喬年が賊兵に殺害されてしまった。崇禎帝は激怒し、陝西總督の孫傳庭に賀人龍を誅殺するように密勅を下した。五月、孫傳庭は西安において賀人龍を含めた軍議を主催した。その席で、固原総兵の鄭家棟、臨洮総兵の牛成虎らの面前において孫傳庭は賀人龍を捕らえた。賀人龍は冤罪を主張したが、孫傳庭は賀人龍のために城や有能な将が失われた事を責め立て、ついに賀人龍を誅殺した。この軍議に参加していた諸将はこの措置に震えあがったという。賀人龍の誅殺後、流寇軍は大いに喜び、酒宴を開き、有能な敵将であった賀人龍の死によって関中に進入するのも時間の問題であると祝いあった。

## 伝記資料
- 『明史』『明季北略』